# Ha’ir
Haʿir (hebräisch הָעִיר Ha-ʿĪr, deutsch ‚Die Stadt‘) ist eine zur Ha'aretz-Gruppe gehörende lokale Wochenzeitung, die in Tel-Aviv erscheint. Die Zeitung erscheint seit Oktober 1980. Bis April 2005 war die Zeitung kostenpflichtig. Nach größeren Umstrukturierungen bei dem Inhaber Schocken Publishing House Ltd wird Haʿir kostenlos verteilt.
Haʿir erscheint wöchentlich am Donnerstag und wird im Großraum Tel-Aviv über Zeitungskioske verteilt. 
Eine Beilage in Haʿir ist Achbar Haʿir (עַכְבַּר הָעִיר ʿAchbar ha-ʿĪr, deutsch ‚Maus der Stadt‘), ein Restaurant- und Nightlife-Leitfaden für Tel Aviv.